# Isabel Llorach
Isabel Llorach i Dolsa (Barcelona, 1874 — 1954), fue una figura destacada de la burguesía de comienzos del siglo XX en Barcelona, donde destacó por su intensa dinamización de la vida cultural y social de la ciudad.

## Biografía
Fue hija del médico Pau Llorach i Malet y de Concepció Dolsa. Su padre, junto con su suegro Tomàs Dolsa i Ricart, serían los creadores del Instituto Frenopático de las Corts (Barcelona). Isabel fue la pequeña de cuatro hermanas, María, Mercè y Lluïsa. Este hecho no le impidió heredar una considerable fortuna, amasada por su padre a partir del descubrimiento de una mina de aguas medicinales en Rubinat, en la comarca de la Segarra. Heredó también la residencia familiar, una torre modernista en la calle Muntaner, construida por Puig i Cadafalch en 1904, que convirtió en el centro de su actividad social y cultural. En el teatrillo de su casa se estrenaron obras dramáticas de vanguardia, y actuaron Carlos Gardel, Maurice Chevalier, Josephine Baker, Conchita Supervía o Nijinsky.
Presidió el comité protector de las Veladas de Teatro Selecto (1918-21) y el Conferentia Club (1929), desde donde trajo a Barcelona figuras destacadas de la cultura internacional: André Maurois, René Benjamin, el conde Keyserling, Ortega y Gasset, Josep M. de Sagarra, Josep Pla, Fernando Valls Taberner, Oleguer Junyent, Pedro Bosch Gimpera, Paul Valéry, Giuseppe Ungaretti, Walter Gropius, Wanda Landowska, Ramón Gómez de la Serna, Gregorio Marañón, Madariaga, García Lorca. Fue también miembro de la Asociación Wagneriana. Colaboró en el libro Un siglo de Barcelona, 1830-1930 (1946), obra dirigida por Carles Soldevila.
En los últimos años de su vida fue una de las fundadoras de la Asociación de Amigos de la calle Montcada de Barcelona que luchó por salvar los palacios medievales de esta calle, finalmente adquiridos por el Ayuntamiento de Barcelona y que hoy albergan el Museo Picasso.

## En la cultura popular
Llorach inspiró el personaje de Hortensia Portell en la novela Vida privada, de Josep Maria de Sagarra. Su figura aparece también en la novela Antes de que el tiempo lo borre novela, publicada por Javier Baladía en 2003. En 2011 el libro fue adaptado al cine por Mireia Ros en la película Barcelona, abans que el temps ho esborri, ganadora del Premio Gaudí al mejor documental en 2012.
El pintor Ramon Casas retrató a Isabel Llorach en 1901. Desde los años 1980 esta obra preside el despacho del alcalde de Barcelona en la Casa de la Ciudad.